# ترانزیستور نورانی

یک ترانزیستور نورانی یا ال‌ای‌تی یک شکل از ترانزیستور است که نور ساطع می‌کند. راندمانی بالاتر از دیود نورانی (LED) امکان‌پذیر است. 

## تاریخ
گزارش شده در شماره ۵ ژانویه مجله ژورنال  Applied Physics Letters،  میلتون فنگ و نیک هولونیاک، مخترع اولین دیود نورانی عملی (LED) و اولین لیزر نیم‌رسانا که در طیف مرئی کار می‌کند، اولین بار در جهان ترانزیستور نورانی را. این قطعه ترکیبی، ساخته دانشجو فارغ‌التحصیل ولید حافظ، دارای یک ورودی الکتریکی و دو خروجی (خروجی الکتریکی و خروجی نوری) بوده و با فرکانس ۱ مگاهرتز کار می‌کند. این دستگاه از  گالیم فسفید ایندیوم،  گالیم آرسنید ایندیوم و گالیم آرسنید ساخته شده و فوتون‌های مادون قرمز از لایه پایه ساطع می‌شود.